# Los Sims 2
Los Sims 2 es un videojuego de simulación social, parte de la serie Los Sims. Es la secuela del videojuego de simulación social Los Sims, publicada el 14 de septiembre de 2004, desarrollada por Maxis y distribuida por Electronic Arts. En este juego te da la posibilidad de construir desde una casa hasta un barrio vecinal.
Según datos oficiales, se vendieron alrededor de 1 millón de copias durante los diez primeros días de venta al público, rompiendo así récords de ventas para EA Games. Hasta el 26 de julio de 2007 se habían contado más de 13 millones de copias y es declarado como el juego mejor vendido de 2004. También, en noviembre de 2006 se anunció la salida de la secuela del juego con fecha prevista en 2009, Los Sims 3. Por otra parte, en abril de 2008 fue celebrada la copia número 100 millones de la saga de Los Sims.

## Sistema de juego
El juego está desarrollado en un ambiente 3D, lo que favorece la visión respecto a la primera versión de Los Sims, ahora los personajes crecen y por lo tanto, pueden morir por envejecimiento. La descendencia también ha sido mejorada, y se ha introducido el concepto de ADN virtual en los personajes del juego, que permite que los hijos de una familia se parezcan a sus padres, o incluso a sus bisabuelos o a otros parientes, ya que también existen genes recesivos, igual que en la vida real.
Existen días de la semana, y se respetan los fines de semana, cuando los niños van a la escuela. Los trabajos tienen también días laborables y de descanso (en contraposición al juego original, en el que todos los días eran laborables), así como también se pueden conseguir por ciertas circunstancias días de vacaciones que se utilizan para no presentarse al trabajo un día laborable y recibir de todas formas los sueldos diarios sin sufrir las penalizaciones por no presentarse al mismo.
También se agregó un medidor de aspiraciones, en donde se ponen en juego los deseos y miedos de cada personaje. Cada Sim posee una aspiración específica entre cinco o seis diferentes, en las que se encuentran las siguientes: Romanticismo, Conocimiento, Placer (en los Sims 2 Noctámbulos), Familiar, Popularidad y Económica. Además, los Sims son más inteligentes en esta versión, realizan más tareas autónomamente y son más conscientes de lo que sucede a su alrededor (en lo que a temas sociales simples se refiere, como traiciones al matrimonio).

### Etapas de la vida
A diferencia del juego original, en Los Sims 2 existen seis etapas en la vida de un sim, siete con la expansión Los Sims 2: Universitarios.
- Bebé: Equivale a unos pocos meses de edad en términos humanos. En esta etapa, no se puede seleccionar al Sim ni ver sus barras de necesidades, por lo que se tiene que guiar por sus llantos y el color de fondo de su retrato para averiguarlas y satisfacerlas. Se deberá solo darle el biberón para saciar su hambre, cambiarle el pañal cuando se haga sus necesidades y jugar con él o abrazarlo cuando tenga necesidades afectivas. También podrás bañarlo en un fregadero o lavabo. Esta etapa dura tres días.
- Infantil: Equivale de uno a dos años de edad. Al terminar la etapa de bebé, el Sim se transformará en un infante un poco más mayor y a partir de este momento será controlable. Podrá gatear, jugar con juguetes y utilizar el orinal cuando aprenda a utilizarlo. La labor de los demás Sims será darle el biberón o papilla en una trona y enseñarle a andar, a hablar y a utilizar el orinal, labores que facilitarán su desarrollo en posteriores etapas de la vida. Deberán cambiarle el pañal si se hiciera sus necesidades, y deberán bañarlo para mejorar su higiene, lo que requerirá una bañera y no una ducha ordinaria. Un infante no puede subir ni bajar escaleras, y debe ser colocado y sacado de la cuna o la trona. Esta etapa dura 4 días.
- Niño: Equivale a la infancia en los 9 años. A partir de este momento el Sim es plenamente controlable y comenzará a ir a la escuela. Su labor será hacer los deberes a diario para mejorar en el colegio, labor que hará más rápido si un Sim adulto le ayuda a hacer los deberes durante un tiempo. Esta etapa dura 8 días.
- Adolescente: Equivale a entre 13 y 17 años. El Sim comienza a ir al instituto y puede empezar a trabajar a media jornada por las tardes para ganar un sueldo, aunque seguirá necesitando hacer los deberes. También podrá empezar a hacer ejercicio, y el desarrollo de sus habilidades le será útil para la universidad (si se dispone de la expansión). También podrá tener pareja sentimental de su edad, aunque aún no podrá casarse y la relación sentimental máxima a la que podrá llegar será "Achucharse". Tampoco puede servir de mucho tener novio/a en esta edad, ya que el Sim controlable crecerá, pero el ajeno no. Aun así, si el Sim con el que se ha tenido relaciones es controlable desde otra familia, puede crecer y continuar la relación hasta el límite más lejano. Esta etapa dura un máximo de catorce días, momento en el que se convertirá en adulto, o bien cuando vaya a la universidad, momento en el que se convertirá en joven adulto. Esta etapa dura entre 15 días tras los cuales, si no va a la universidad, se convertirá directamente en adulto.
- Joven adulto: Equivale a entre 18 y 22 años. Esta etapa es exclusiva de Los Sims 2: Universitarios. Un Sim adolescente se convertirá en joven adulto al ir a la universidad, y lo seguirá siendo mientras permanezca en ella. Aquí el paso del tiempo no se mide en días, sino en semestres y cursos. El joven adulto deberá superar cuatro cursos de dos semestres cada uno, recibiendo desarrollos exclusivos al terminar cada curso que conservará al hacerse adulto. Al terminar el primer curso, podrá tener cinco deseos a la vez, el segundo le permitirá cambiar su deseo de toda la vida al gusto. El tercero le permitirá bloquear dos deseos a la vez en vez de uno. Y terminar el Cuarto curso, además de darle la graduación, le permitirá tener seis deseos a la vez. Si un Sim joven adulto no llega a la nota mínima al terminar el semestre, deberá repetirlo, y de suspender otra vez será expulsado. En el momento de salir de la Universidad, sea el que sea, el Sim se convertirá en adulto y volverá a su barrio de origen conservando las mejoras que haya conseguido. Un Sim joven adulto hombre puede tener hijos con una Sim mujer adulta.
- Adulto: Equivale a entre 24 y 59 años. El Sim ya está plenamente desarrollado y puede casarse, trabajar y tener o adoptar hijos. Será el encargado de educarlos y satisfacer sus necesidades del mismo modo que satisficieron las suyas cuando era más joven. Esta etapa dura unos 29 días.
- Anciano: Equivale a mayor de 60 años. El Sim ya está en la última etapa de la vida. Tendrá la opción de jubilarse y recibir una pensión, y pasado un tiempo variable que dependerá de lo bien o mal que se hayan cumplido sus aspiraciones a lo largo de su vida, acabará falleciendo, momento a partir del cual solo se lo podrá ver como fantasma no controlable. Al fallecer un Sim, sus familiares directos recibirán una compensación económica como herencia.

Los Sims bebés, infantes y niños no pueden quedarse solos en casa y necesitan que haya en todo momento un adolescente, adulto o anciano de la familia acompañándoles, o bien que se llame a una canguro/niñera para que no se queden solos si los adultos deben salir a trabajar, de lo contrario, el último adulto que quede no podrá abandonar la unidad doméstica. En caso de que un niño vuelva de la escuela y no se encuentre un pariente mayor, aparecerá un aviso de que no es recomendable dejar al niño a solas en su casa y sin supervisión. Si pasa mucho tiempo, considerando como mucho dos horas, una asistente social se llevará al niño y le dará una reprimenda al padre que ella considera irresponsable. Finalmente, el padre y/o madre tendrán el mal recuerdo de que un asistente social se lleve a su hijo, sea adoptado o no. Un adolescente puede quedarse solo o a cargo de los niños si los adultos murieran, pero para crear de cero una unidad doméstica es imprescindible que haya al menos un adulto o anciano en ella. En la creación de cero un Sim, se podrán crear como infante, niño, adolescente, adulto o anciano. Los bebés deberán ser adoptados o engendrados por un adulto, y los jóvenes adultos deberán ser creados directamente en la Universidad, lo que hace que las unidades que creemos solo puedan estar compuestas por jóvenes adultos sin otra familia de otras edades.

### Aspiraciones
Una de las características que aporta Los Sims 2 es el medidor de aspiraciones. Cuando un sim se convierte en adolescente, debemos elegir para él o ella una de las siguientes aspiraciones: Familiar, Conocimientos, Romance, Dinero, Popularidad, y Placer (esta última aparece con la expansión Los Sims 2: Noctámbulos). Las Aspiraciones de un sim se pueden cambiar mediante "La Esfera ReNovaTec", una máquina que se obtiene en las Recompensas por Aspiraciones, que aparece en una barra que está abajo. Al usar mal esta máquina, aparece la aspiración de Queso Fundido (aparece en Los Sims 2  : Noctámbulos), que consiste solo en comer sándwiches de queso fundido, hablar de ellos, influenciar gente para que sirva estos sándwiches, servirlos, etc.
Cada sim tendrá deseos y miedos basados en su aspiración, etapa de la vida y otras circunstancias. Algunos ejemplos de deseos, entre los cientos que existen, pueden ser comer algo específico, subir puntos de habilidad, hacer amistades, ascender en el trabajo, interacciones específicas con otros sims, y muchísimas más. Algunos miedos comunes son la muerte de un ser querido, fuego, ladrón, cucarachas, perder el trabajo o sufrir rechazo de alguien, perder un punto de habilidad, entre otros. 
Cuando un sim cumple alguno de sus deseos, el medidor de aspiraciones subirá, y descenderá si el sim ve realizado alguno de sus miedos. Además, cada deseo suma puntos de aspiraciones, que podremos canjear por diferentes objetos especiales con los que el sim puede interactuar. El resultado de esta interacción dependerá de cuán alto sea nuestro medidor en el momento de usar el objeto. De esta manera, si el medidor aparece en “oro” o “platino”, obtendremos un resultado favorable. Si está más bajo, seguramente perjudicará de alguna manera a nuestro sim. Si el medidor llega a lo más bajo, aparecerá un psiquiatra a ayudar a nuestro sim a salir de su difícil situación.
Por último, cada sim tiene un sueño de toda la vida (solo en Los Sims Universitarios) que varía según sus aspiraciones, si su sueño es cumplido (solo lo tienen los Sims adultos y los Sims ancianos) inmediatamente disfrutará de aspiraciones de platino durante toda su vida, es decir, que su medidor de aspiraciones se pondrá de color plateado hasta que muera.

### Personalidad
La personalidad define el comportamiento de los Sims de innumerables formas. Hay cinco rasgos de personalidad, los cuales los jugadores pueden controlar a través de "puntos de personalidad"; por ejemplo, un Sim puede ser deportista, vago, o tener una personalidad intermedia entre los dos comportamientos. Estos rasgos determinan la rapidez de aprendizaje de habilidades, la rapidez de disminución de una necesidad, los tipos de interacciones en las que un Sim se verá automáticamente involucrado, la probabilidad de aparecer ciertas interacciones y la posibilidad de traer un amigo del colegio o del trabajo a casa. La personalidad se puede determinar también a la hora de crear un Sim, en la parte de Escoger Signo (Como por ejemplo Aries, Piscis, Leo, Géminis, Capricornio, Cáncer, Sagitario, etc.)

### Forma física
A diferencia de la entrega anterior, la alimentación y el ejercicio influyen directamente en la forma física de un sim. Existe un medidor que indica la forma física exacta. Aumentará si se hace ejercicio, y disminuirá si se come con la necesidad de hambre al máximo. En el medidor existen tres grados: musculado, normal y obeso. En el momento en que se alcance el grado superior o inferior, el Sim adelgazará o engordará inmediatamente. Los Sims niños no podrán ser musculados, pero tienen los tres mismos grados en su medidor, y al llegar a adolescentes adquirirán la forma musculada si la hubieran alcanzado en su medidor de niños. La forma física influye en las relaciones con otros Sims en cuanto a la atracción o rechazo que puedan provocar.

### Trabajo
Los niños y adolescentes acuden al colegio de lunes a viernes. La finalización de sus deberes y el humor con el que acude al colegio afectará a sus notas (notas elevadas producirán dinero y habilidades). Los padres también podrán optar por matricular a sus hijos en un colegio privado, para ello tendrán que invitar al director a cenar a través de un "minijuego". Faltar a las clases también contribuirá a bajar las notas. Si sus notas son muy bajas, un asistente social se encargará de tus hijos, llevándoselos.
Un Sim adolescente podrá encontrar un trabajo a media jornada. Un Sim adulto normalmente trabajará entre 6 y 9 horas. Ambos pueden consultar el ordenador o el periódico en busca de trabajo. El ordenador ofrecerá 5 trabajos mientras que el periódico solo ofrece 3 trabajos por día. Cuando se elige un trabajo, el Sim puede ser ascendido si va al trabajo de buen humor y tiene completos los puntos de habilidades necesarios, además de tener los suficientes amigos (entre toda la familia) o tener algo de conocimiento de este. Cada carrera contiene diez trabajos con un incremento de salario en cada ascenso, cada uno con su propio uniforme, horas de trabajo y su coche compartido. Las carreras para adolescentes constan de tres trabajos cada una, y reciben un salario tres veces menor que el de un adulto.
Hay varias opciones a elegir entre Atleta, Política, Militar, Seguridad, Medicina, Gandul, Chef, Crimen, Negocios y Ciencia. Universitarios, Y las Cuatro Estaciones y Hobbies son los únicos que agregan nuevas carreras, como Paranormal. Completando una carrera, obsequiarán a tu Sim con un objeto exclusivo de esa carrera, todos ellos sirven para incrementar una habilidad característica de esa carrera. Cuando un Sim es anciano, tiene la opción de jubilarse y cobrar una pensión diaria; éstas dependen del nivel en el cual se haya dejado la carrera.
Mientras un Sim esté trabajando pueden aparecer mensajes en los que aparecen diversas situaciones del Sim durante su rutina laboral. Por ejemplo: "El Sim estaba ordenando unos papeles cuando encontró unos errores en un informe y no sabe si corregirlos o seguir ordenando" y hay que elegir una de las tres opciones disponibles, "Seguir ordenando", "Corregir los errores" o "Ignorar". Esta última deshabilita la oportunidad sin que ocurra nada. Elegir cualquiera de las otras dos provocará un efecto positivo o negativo sobre el Sim. Por ejemplo, podría acabar consiguiendo un ascenso o un aumento, o mejorar una habilidad, una recompensa económica, etc, o por el contrario podría ser degradado o despedido, perder dinero, ver decrecida una necesidad, etc. En cualquier caso, el efecto que se produzca es aleatorio, ya que los efectos que produzca cada opción pueden variar de una ocasión a otra, incluso en unas ocasiones una opción puede ser la buena, y en otras la misma opción puede ser la mala.
Los días de vacaciones se gastan solos, es decir, si el sim tiene 2 días de vacaciones y un día no vas al trabajo , le restan ese día, a los días de vacaciones que el sim ha acumulado, en este caso 2 y se quedarían en 1 día de vacaciones. Se pueden consultar los días de vacaciones en el icono de trabajo del sim, justo debajo de la información de su trabajo. 
Esta tabla muestra los diferentes sueldos que se adquieren al llegar a la cima de cada profesión.
| Trabajo              | Sueldo final |
| -------------------- | ------------ |
| Biología             | 10.497       |
| Espectáculos         | 5.022        |
| Paranormal           | 4.725        |
| Artista              | 4.549        |
| Oceanografía         | 3.970        |
| Inteligencia         | 3.750        |
| Educación            | 3.450        |
| Entretenimiento      | 3.105        |
| Atleta               | 3.033        |
| Baile                | 2.950        |
| Música               | 2.830        |
| Aventurero           | 2.730        |
| Periodismo           | 2.350        |
| Ciencia              | 2.333        |
| Arquitectura         | 2.300        |
| Cocina               | 2.170        |
| Negocios             | 2.100        |
| Jugón                | 1.960        |
| Criminal             | 1.925        |
| Ley                  | 1.912        |
| Medicina             | 1.488        |
| Gandul               | 1.400        |
| Política             | 1.313        |
| Cuerpos de seguridad | 1.225        |
| Militar              | 1.138        |

### Relaciones
Las relaciones pueden ocurrir de muchas maneras. Hay 7 formas de relacionarse con los demás sims; ser archienemigos, ser enemigos, ser conocidos, ser amigos, ser mejores amigos, coqueteo y enamoramiento. Coquetear constantemente con otro Sim, a pesar de su sexo (los Sims son en un principio bisexuales y por más heterosexuales u homosexuales que se hagan siempre podrán cambiar) hará que este Sim pierda la cabeza por el otro y se enamore. Esto permite interacciones más íntimas. Los Sims pueden tener una simple relación o pueden casarse. La pareja del Sim que decidió casarse tomará el apellido de este. Con la salida de Los Sims 2: Noctámbulos, también pueden pedir citas, a las que también se les añade nuevas interacciones específicas (aunque también pueden quedar en una reunión de amigos). Un Sim puede tener también química con otro, ésta se define por el atractivo, la personalidad y los demás rasgos del otro.

### Embarazo y adopciones
Las Sims mujeres adultas pueden quedar embarazadas si utilizan en una cama, o en los distintos sitios que permiten las distintas expansiones (coches, ascensores, fotomatones, etc), la interacción "ir a por un bebé" con un Sim hombre adulto o joven adulto (Universitarios) del que estén enamoradas. La señal de que una Sim ha quedado embarazada es un sonido de campanitas al terminar el acto. A partir de ese momento, la Sim experimentará molestias como mareos y vómitos, y sus necesidades de hambre, comodidad y energía se reducirán al doble de velocidad, lo que la obligará a comer y descansar con más frecuencia. Llegado un determinado momento, la Sim se vestirá con ropa de premamá y su vientre aumentará de tamaño.
Desde este momento, la Sim, en caso de estar trabajando, recibirá una baja por maternidad y no podrá ir a trabajar hasta que nazca el niño (3 días después). 24 horas después, el vientre volverá a aumentar, y al día siguiente se producirá el parto y nacerá un nuevo bebé sim al que deberemos poner nombre. En ese momento la Sim recuperará su ropa habitual y sus necesidades volverán a la normalidad. Es necesario, para que la Sim pueda quedar embarazada, que exista espacio en la unidad familiar para el bebé por llegar. En caso de querer añadir a una Sim ya embarazada a la unidad familiar, debe haber dos espacios libres en ella. Una Sim puede tener un solo hijo, o también esporádicamente gemelos, dependiendo de la suerte.
Existe una circunstancia especial en la que un Sim hombre adulto puede quedar "embarazado" si ha sido abducido por extraterrestres mientras utiliza el telescopio de madrugada, aunque la posibilidad de que la abducción se produzca es remota. Los embarazos en tal caso tienen el mismo desarrollo y características que en las mujeres, y al final nacerá un bebé sim extraterrestre, que salvo en la apariencia es y se comporta como un bebé sim normal.
Los Sims 2 y sus Hobbies, añaden una opción en el panel de Recompensas por Aspiraciones, un nuevo panel: Recompensas por puntos de Aspiraciones. Funciona así: Hay puntos de aspiraciones diferentes para cada aspiración y además se puede elegir una aspiración secundaria, pero sin la recompensa mayor de este. Se preguntará qué tiene que ver esto con el embarazo: Incluye en la aspiración familiar, una recompensa por puntos de aspiraciones (la mayor recompensa de esta aspiración, de hecho) que da mayor probabilidad de tener embarazo de gemelos al sim con la recompensa, y si el sim con el que planea tener hijos tiene esta recompensa ¡Por cada embarazo un par de nuevos bebés! Es decir, cada embarazo con un sim con la misma recompensa será múltiple, hablamos de tener gemelos siempre y sin excepción.
Además del embarazo natural, existe la posibilidad para cualquier tipo de familia de utilizar el teléfono para llamar al servicio de adopciones y adoptar un hijo. El asistente social llegará en tal caso al día siguiente, por lo general dicen que a las 10:00 a. m. y nos dará la opción de elegir la edad del nuevo hijo, pudiendo adoptarse un bebé, un infante o un niño. De elegir un bebé, podremos elegir el nombre, siempre y cuando no se lo hayan quitado a una familia que tuviste antes, mientras que si elegimos infante o niño vendrá con nombre predefinido, aunque tomará el apellido del padre o madre que hizo la llamada, o si están casados, el apellido de la familia. Por otro lado si antes en otra familia del mismo barrio les han quitado un hijo o hija, cuando la familia diferente llame, adoptará a este y con el nombre que tenía cuando se les quitó, independientemente de la edad que tenga, y si se los quitaron cuando faltaba un día para pasar a la siguiente etapa, se borrarán los días que llevaba y empezará de cero la etapa en la cual estaba después de haber sido adoptado.
Además los sims gemelos tendrán aspectos similares y pueden deprimirse si ven al padre o madre cometiendo infidelidades y si al llegar a ser adolescentes están deprimidos y no tienen buena relación con la familia pueden escapar de casa o morir por depresión. 
Las sims quedan forzadas a tener gemelos si ellas y su pareja comen una porción (rebanada) entera de tarta de queso antes de Ir a por un bebé, además para esto debe tener la expansión ¨Sims 2: Abren negocios¨ y se debe tener cierta cantidad de puntos de cocina para que tengan derecho a preparar este postre. También existe un truco para tener por seguro gemelos.  
Si tu sim es de un signo similar al del progenitor del hijo, es probable que saque el signo de uno de los padres y no uno diferente, además si uno de los padres destaca de ser por ejemplo, muy pulcro, muy muy muy pulcro, es probable que el hijo sea más pulcro que descuidado.
Los hijos de los sims, también se basan en colores dominantes y colores no dominantes, por lo cual si uno de los padres tiene el cabello de color café o negro y el otro padre tiene el cabello color rojo o rubio, será menos probable que el hijo herede este color, de manera que ni siquiera un cambio de "look"(que se lleva a cabo mediante un espejo) al padre con color dominante podrá hacer más probable que el color más claro sea heredado por la criatura, ya que heredará el color real de su cabello y piel.
Los Sims 2: Universitarios, ofrece también una nueva recompensa de empleo, que puede hacer a los sims cambiar de aspecto y así darles nuevas oportunidades de encontrar un amor, lo que hará que si el niño es feo, al crecer pueda cambiar su aspecto (solo en la etapa adulta), con la desventaja de que si este sim tiene hijos heredarán su aspecto real.

### Muerte
El final de la etapa de cada Sim puede llegar en cualquier momento y de muchas maneras. Si uno llega al final de la etapa de Anciano, cuya duración es variable dependiendo de diversos factores, el Sim morirá de causas naturales. Dependiendo si muere con aspiraciones de oro o platino o no, la Parca vendrá acompañada por dos "Hula-Hula" y llevará al Sim al otro mundo dejando en su lugar una lápida o una urna, dependiendo de si murió en el exterior o el interior (al trasladarla del interior al exterior la urna se transforma en lápida, y viceversa), que son poseídas por el fantasma del Sim fallecido.
Los Sims también pueden morir de forma prematura por una amplia variedad de causas: quemado, electrocutado, de hambre, aplastado, etc. Los fantasmas permanecerán en el solar mientras sus restos permanezcan allí. Es posible trasladarlos a cualquier otro solar del vecindario (siendo posible construir en el solar un cementerio comunitario, que no viene incluido de serie con el juego, para trasladar las tumbas allí). Por las noches, los fantasmas saldrán de sus tumbas, vagarán flotando por la casa y empezarán a causar fenómenos Poltergeist o asustarán a los Sims vivos. Un susto de un fantasma a un Sim provocará un bajón de todas sus necesidades básicas. Si su necesidad de Vejiga está baja, el Sim se orinará encima al ver el fantasma, y si el hambre es muy baja, lo cual es más probable con embarazadas en mal estado, el Sim morirá por el susto.
Dependiendo de la forma en que murió un Sim, su fantasma será de un color determinado:
- Blanco: El Sim murió por causas naturales.
- Azul: El Sim murió ahogado. Ocurre si un sim está nadando en una piscina y se quita la escalerilla, ya que no tendrá forma de salir y se ahogará. Éstos fantasmas dejan charcos de agua a su paso.
- Verde: El Sim murió por una enfermedad. Si el Sim permanece enfermo durante 10 días, terminará tosiendo fuerte, y finalmente muriendo.
- Rojo: El Sim murió en un incendio. Los incendios son provocados por múltiples causas, como una comida que se quema (por baja habilidad del cocinero), una chimenea mal apagada (sobre todo si hay una alfombra cerca), etc. Si el Sim permanece junto a las llamas de un incendio por un periodo prolongado de tiempo, será alcanzado por éstas y morirá carbonizado.
- Transparente: El Sim murió de hambre. Ocurre cuando la barra de Hambre llega al mínimo.
- Amarillo: El Sim murió electrocutado. Puede ocurrir si el Sim repara un objeto eléctrico con baja habilidad de Mecánica o después de salir de una piscina. Éstos fantasmas pueden representar su muerte haciendo como si se electrocutasen de nuevo.
- Morado: El Sim murió devorado por un enjambre de moscas. Ocurre cuando el Sim tiene 15 o más platos sucios en la casa.
- Rosa: El Sim murió de un susto. Ocurre si el Sim tiene 4 (o más) de sus necesidades bajas y un fantasma (o un vampiro) lo asusta.
- Naranja: El Sim murió aplastado por un satélite. Aunque es raro que esto ocurra, si un Sim se queda mirando las nubes o las estrellas por mucho tiempo, puede que le caiga un satélite encima provocándole la muerte.
- Negro: El Sim murió al caerle un rayo encima.
- Gris: El Sim murió de depresión. Si toda su familia, amigos o relaciones buenas mueren, el Sim, se deprimirá y terminará muriendo
- Rojo fosforescente: lo mordió un perro o un cocodrilo.

Los fantasmas pueden enfurecerse, y por lo tanto, desquitarse con los Sims vivientes. Las causas por las que podrían enfurecerse son: 
- Si encuentran a quien era su pareja casada otra vez
- Si la cama que solían usar fue vendida
- Si sus urnas o tumbas fueron pateadas o destruidas
- Si el solar en el que vivían fue eliminado, o si un Sim ajeno a la familia o una familia nueva se muda al solar
- Los Sims que murieron por hambre también se enfurecerán si abren la nevera y no hay comestibles

Cuando los fantasmas están furiosos serán violentos y se desquitarán haciendo cosas como: 
- Perseguir a determinado Sim (como por ejemplo la nueva pareja del Sim con el que solían estar)
- Romper objetos
- Romper las bombillas de las lámparas
- Tocar instrumentos musicales o encender las televisiones y radios para molestar a los Sims que duermen
- Llenar bañeras de agua sucia
- Secar las plantas
- Hacer flotar ciertos objetos tales como juguetes o sillas

La encargada de la muerte es la Parca, encargada de llevarse a los Sims al otro mundo. Salvo en casos de muerte natural, cuando aparece la Parca, es posible que otro Sim salve al Sim muerto suplicando a la Parca, accediendo ella a jugar a los chinos con el Sim. Si gana el Sim, el muerto resucitará, y si gana la Parca, el Sim morirá. El resultado es aleatorio, aunque las posibilidades dependerán del grado de relación entre el Sim que suplica y el moribundo. Cuanta mejor relación, más posibilidades de que el Sim resucite, y viceversa. 
En Los Sims 2: Universitarios se agregó una recompensa de trabajo en la carrera de Paranormal, el "Resucitonomitrón", un teléfono para llamar a la Parca y pedir la resurrección previo pago económico de cualquier Sim muerto, siempre que la lápida se encuentre en el solar y el que llama conozca al Sim. Existe la posibilidad de que el Sim resucite en forma de zombi, lo cual dependerá del dinero que se decida a pagar el Sim a la Parca, cuanto más dinero, más posibilidades de resurrección correcta. En Los Sims 2 Y Sus Hobbies se agregó el personaje del genio, al que, entre otras cosas, se le puede pedir como deseo resucitar a un Sim cuya tumba esté en el solar.
En la carrera de biólogo, la recompensa de trabajo es una planta carnívora, que puede matar a cualquier Sim, incluido el del propio jugador. Al devorarlo, otro Sim puede ordeñar la planta y beberse el jugo, absorbiendo la fuerza vital del Sim muerto y rejuveneciendo.

### Fin del juego
Si todos los Sims que habitaban un solar mueren, es un equivalente a un "fin del juego" en Los Sims 2. Aparece la Parca reprochando que hayas matado a todos tus Sims y te avisa de que el objetivo del juego no es eliminarlos, pero que si era lo que buscabas, lo habías logrado. Además te propone comenzar con una familia nueva saliendo al barrio o no guardar la partida. 
Si el sim murió de viejo y con aspiraciones de platinum, su lápida o jarrón con sus cenizas serán de oro con el icono de la aspiración con qué murió a nivel platinum, y se podrán vender por más simoleones que las lápidas y jarrones de cenizas grises, comunes y corrientes.

### Modos de juego
Si bien el juego está clasificado como simulador social, ofrece muchas posibilidades creativas, como la construcción, la creación de contenido personalizado o de historias. No son pocos los jugadores que no llevan a cabo la función principal del videojuego, es decir, no desarrollan la vida de un personaje en un entorno Sim. Algunos jugadores únicamente se dedican a construir y diseñar hogares, ropas u objetos para que luego otros los disfruten jugando con su sim. Esto es posible gracias a las herramientas de creación de casas que ofrece el videojuego y a las capacidades de modificación que permite. Las posibilidades de trasladar al juego creaciones propias (texturas de paredes y objetos) realizadas con programas de tratamiento fotográfico, de ropas y pieles (añadiendo tatuajes) e incluso el diseñar objetos 3D desde cero ofrecen un gran abanico de tendencias de diseño.

## Ediciones del juego y expansiones
Muchos de los juegos de Los Sims han sido distribuidos para Mac OS X por Aspyr Media. Los Sims 2 también ha tenido versiones en diversas consolas de videojuegos como GBA (Game Boy Advance), PlayStation 2, PSP, Xbox, Gamecube, Wii y Nintendo DS. 

### Ediciones y recopilaciones con el juego base
| Nombre                              | Lanzamiento para Windows | Lanzamiento para Mac OS  | Características |
| ----------------------------------- | ------------------------ | ------------------------ | --- |
| Los Sims 2                          | 14 de septiembre de 2004 | 13 de junio de 2005      | El juego principal |
| Los Sims 2: Special DVD Edition     | 17 de septiembre de 2004 | 14 de septiembre de 2004 | El juego base en edición DVD de un solo disco más otro DVD con extras                                                         |
| Los Sims 2: Edición Navideña (2005) | 17 de noviembre de 2005  | 2005                     | Contiene el juego base más objetos navideños exclusivos hasta el año siguiente (The Sims 2 Holiday Party Pack)                |
| Los Sims 2: Holiday Edition (2006)  | Noviembre de 2006        | 2006                     | Contiene el juego base más Los Sims 2: Navidad Accesorios.                                                                    |
| Los Sims 2: Deluxe                  | 8 de mayo de 2007        | 8 de mayo de 2007        | Contiene el juego base, Los Sims 2: Noctámbulos y un DVD con extras                                                           |
| Los Sims 2: Megaluxe                | 15 de abril de 2008      | 2008                     | Se trata del juego base, Los Sims 2: Deluxe, Los Sims 2 Noctámbulos, Los Sims 2: ¡De Fiesta! Accesorios y un DVD con extras   |
| Los Sims 2: Colección definitiva    | 16 de julio de 2014      |                          | El juego base más todas sus expansiones y packs de accesorios. Disponible gratuitamente de forma limitada a través de Origin. |

### Packs recopilatorios sin el juego base
| Nombre                                  | Lanzamiento para Windows | Lanzamiento para Mac OS                                                                                                | Características |
| --------------------------------------- | ------------------------ | --- | --- |
| Los Sims 2: Shopping Colección          | Enero de 2010            | Contiene Los Sims 2: Abren negocios, Los Sims 2: Cocina y Baño - Diseño de Interiores Accesorios, Los Sims 2: H&M moda | Se trata de Los Sims 2 Abren Negocios, Los Sims 2 H&M Moda Accesorios y Los Sims 2 Cocina y Baño - Diseño de Interiores Accesorios |
| Los Sims 2: Deco Mascotas Colección     | Marzo de 2010            | Contiene Los Sims 2: Mascotas, Los Sims 2: Jóvenes Urbanos Accesorios, Los Sims 2: Mansiones y Jardines Accesorios     | |
| Los Sims 2: Vida en el Campus Colección | Agosto de 2009           | Contiene Los Sims 2: Universitarios, Los Sims 2: Jóvenes Urbanos, Los Sims 2: IKEA® Accesorios para el Hogar           | Se trata de Los Sims 2: Universitarios, Los Sims 2: Jóvenes Urbanos Accesorios y Los Sims 2: IKEA Accesorios para el Hogar         |

### Expansiones
Las expansiones de Los Sims 2 proporcionan más caracteríasticas al juego. Generalmente, las expansiones añaden varios elementos al juego, como una nueva "expansión de barrio", una nueva criatura mitológica (por ejemplo, en Los Sims 2: Universitarios aparecen zombis y en Los Sims 2: Noctámbulos aparecen vampiros), y más de 30 nuevos objetos cada una. Han sido lanzadas ocho expansiones.
| Nombre                  | Lanzamiento para Windows | Lanzamiento para Windows | Lanzamiento para Mac OS | Mejoras más notables | Nuevos barrios y sub-barrios                                       | Nuevos PNJ | Criaturas            | Nuevas carreras                                              |
| Nombre                  | Norteamérica             | Europa                   | Lanzamiento para Mac OS | Mejoras más notables | Nuevos barrios y sub-barrios                                       | Nuevos PNJ | Criaturas            | Nuevas carreras                                              |
| ----------------------- | ------------------------ | ------------------------ | ----------------------- | --- | ------------------------------------------------------------------ | --- | -------------------- | ------------------------------------------------------------ |
| Universitarios          | 1 de marzo de 2005       | 2 de marzo de 2005       | 12 de diciembre de 2005 | Se agrega Joven Adulto como nueva etapa de vida (únicamente accesible en el barrio de la universidad), metas en la vida, bromas, influencia, solares secretos | Politécnica La Fiesta, La Simplutense, Académie Le Tour            | Camareros, bármanes, cafeteros, animadores, entrenadores, mascotas (animadoras o malignas), profesores,                                                         | Zombis               | Biólogo, Paranormal, Espectáculo, Artista                    |
| Noctámbulos             | 13 de septiembre de 2005 | 13 de septiembre de 2005 | 27 de marzo de 2006     | Citas, aspiración de Placer, Química, vehículos | Centro Urbano                                                      | Gitana Casamentera, camareros, chef, DJ, Señora Culoprieto | Vampiros             | Ninguna                                                      |
| Abren Negocios          | 2 de marzo de 2006       | 2 de marzo de 2006       | 4 de septiembre de 2006 | Negocios, ascensores, robots | Villazul del Agua                                                  | Críticos, barberos | Robots               | Empleado (en los negocios)                                   |
| Mascotas                | 17 de octubre de 2006    | 20 de octubre de 2006    | 6 de noviembre de 2006  | Perros, gatos, pájaros, tiendas de mascotas (Solo con Los Sims 2: Abren Negocios) | Villa Bigotes , Sugar Maple Coast                                  | Control de animales, entrenador de obediencia, lobos, mofetas, pingüinos                                                                                        | Hombre lobo          | Carreras para mascotas: Seguridad, Espectáculo y Servicios   |
| Y las Cuatro Estaciones | 1 de marzo de 2007       | 2 de marzo de 2007       | 11 de junio de 2007     | Sistema de clima, vestimenta para el exterior, estaciones, pesca, jardinería | Colinas del Río Flor                                               | Miembros del Club de Jardinería | Sim-planta           | Aventurero, Educación, Jugón, Periodismo, Músico             |
| Bon Voyage              | 4 de septiembre de 2007  | 7 de septiembre de 2007  | 17 de diciembre de 2007 | Hoteles, playas funcionales, joyería, vacaciones, eventos típicos de la región, tesoros enterrados, saunas, tours, lunas de miel, mesa de masajes, cámaras de fotos, residencias vacacionales, beneficios de vacaciones, álbum de fotos, suvenires, muñeco vudú, quemaduras de piel                                        | Isla Twikki, Tres Lagos, Aldea Takemizu                            | Pirómanos, limpiadores, botones, masajistas, Sabio Anciano, pirata, charlatán indeseable, guías del Tour, Curandero de la Isla, ninjas, carteristas y timadores | Yeti                 | Ninguna                                                      |
| Y sus Hobbies           | 26 de febrero de 2008    | 22 de febrero de 2008    | N/A                     | Sistema de aficiones con objetos y acciones especiales para cada una, aspiraciones secundarias, emisoras de radio personalizadas, aspiraciones vitales, beneficios de aspiraciones vitales, modificación de terreno de barrio, más opciones de estudio, lámpara del genio, crecimiento de 3 amistades a la vez que tu Sim, | Valle Desiderata, Aficiones (barrio oculto con aficiones secretas) | Miembros del Club de los Hobbies, Sr. Humble, líderes de los Hobbies, jurado gastronómico                                                                       | Genios (no jugables) | Oceanografía, Inteligencia, Espectáculo, Baile, Arquitectura |
| Comparten Piso          | 27 de agosto de 2008     | 3 de septiembre de 2008  | N/A                     | Nuevo estilo de vida con apartamentos, nuevos techos, nuevos armarios, nuevas escaleras, magia y brujería, familiares felinos (solo si está instalado Los Sims 2 Mascotas) | Cala Belladonna, El Mundo Mágico (barrio oculto con magia secreta) | Mayordomo, propietario de tierras, ropas, breakdancers, estatuas vivientes, mimos                                                                               | Brujas               | Ninguna                                                      |

### Packs de accesorios
Los packs de accesorios son añadidos al juego original con el fin de aumentar la cantidad de objetos dependiendo de cada pack. En la actualidad se han lanzado siete packs de accesorios. Al principio estos eran considerados expansiones normales. Actualmente se les da el nombre de "packs de accesorios". Los packs de accesorios añaden alrededor de 60 objetos nuevos. 
| Nombre                             | Lanzamiento para Windows | Lanzamiento para Mac OS X | Descripción |
| ---------------------------------- | ------------------------ | ------------------------- | --- |
| Edición Navideña                   | 17 de noviembre de 2005  | N/A                       | Nuevos objetos para Navidad, Halloween, Día de acción de gracias, Jánuca, Cuansa, Año Nuevo, además de nuevos PNJ, como Santa Claus |
| Decora tu Familia                  | 13 de abril de 2006      | 30 de abril de 2007       | Accesorios referentes a cuentos de hadas                                                                                            |
| Todo Glamour                       | 31 de agosto de 2006     | 1 de junio de 2007        | Accesorios con temática lujosa y extravagante                                                                                       |
| Navidad                            | 7 de noviembre de 2006   | 4 de septiembre de 2007   | Accesorios referentes a celebraciones asiáticas y europeas, incluye Los Sims 2: Edición Navideña                                    |
| ¡De Fiesta!                        | 3 de abril de 2007       | N/A                       | Artículos para fiestas y celebraciones                                                                                              |
| H&M Moda                           | 5 de junio de 2007       | N/A                       | Colecciones a la moda para hombre y mujer                                                                                           |
| Jóvenes Urbanos                    | 5 de noviembre de 2007   | N/A                       | Accesorios y vestimentas para grupos sociales especiales                                                                            |
| Cocina y Baño Diseño de Interiores | 15 de abril de 2008      | N/A                       | Accessorios para remodelar la cocina y el baño                                                                                      |
| IKEA                               | 24 de junio de 2008      | N/A                       | Artículos de IKEA para la decoración de interiores.                                                                                 |
| Mansiones y Jardines               | 17 de noviembre de 2008  | N/A                       | Artículos de jardinería y decoración/construcción para tu jardín.                                                                   |

### Taller del cuerpo
El taller del cuerpo de Los Sims 2 es una herramienta incluida con el juego. Se actualiza cada vez que se lanza una nueva expansión o pack de accesorios. Sirve para crear o modificar sims y sus complementos (ropa, peinados, maquillaje, joyas, etc.)

## Videojuegos relacionados

### Los Sims 2: Náufragos
A finales de 2007 salió a la venta Los Sims 2 Náufragos (Título original: The Sims 2 Castaway), que es un juego multiplataforma. Este juego no es una expansión de Los Sims 2, ni pertenece a Los Sims Historias, sino que es un juego completamente diferente. En él debes controlar a unos sims náufragos e intentar que sobrevivan. Este juego creó confusión con el de Los Sims Historias de Náufragos

### Los Sims Historias
Los Sims Historias es una nueva línea de productos, paralela al juego en sí. Está indicado para los "iniciados" en el mundo de los Sims, y para jugar en portátiles. Se trata de un conjunto de tres videojuegos independientes y que lo único que tienen en común es que debes cumplir los objetivos del sim y así, seguir la historia de cada juego hasta llegar a su desenlace.
Los Sims, Los Sims 2 y las expansiones y packs de accesorios de ambos son independientes de esta saga y será imposible instalar contenido de Los Sims 2 en cualquier juego de la gama Los Sims Historias. Hasta ahora han sido lanzados al mercado 3 juegos de esta saga: 

#### Los Sims Historias de la Vida
En esta primera entrega, tendremos un nuevo modo de juego (Historia) en el que podremos seguir las aventuras y desventuras de Riley Harlow y Vincent Moore (En la versión española se llaman Rita y Vicente), dos personajes distintos, pero enamorados. Después de este punto de partida, tendremos que continuar jugando en una trama romántica, con puntos cómicos, dividida en 12 capítulos. Podremos escoger entre el modo Historia o el modo Clásico.

#### Los Sims Historias de Mascotas
Segunda entrega de esta franquicia independiente de Los Sims 2, en la que tendremos dos maneras de jugar. En el modo Historia, tendrás que superar diversos retos, para llegar a ser el número 1 en el Espectáculo Local de Mascotas, aprendiendo a domesticar todo tipo de mascotas. Podrás desbloquear premios cada vez que cumplas alguna de las metas propuestas. En el modo Clásico, podrás crear Sims y sus respectivas mascotas, diseñar sus casas y enseñarles trucos a sus mascotas.  

#### Los Sims Historias de Náufragos
En esta tercera entrega, tus Sims estarán perdidos en una isla tropical. En el Modo Historia, tus sims podrán explorar la isla, construir un refugio, aprender a encontrar comida, y hacer que la vida de tus Sims sea lo más divertida y cómoda... dentro de lo posible, claro. Podrás desbloquear premios cada vez que cumplas alguna de las metas propuestas. En el modo Clásico, podrás crear sims y determinar como evolucionarán en su nueva vida, en un ambiente donde podrá pasar cualquier cosa.

## En videoconsolas
Los Sims 2 también se lanzaron para todas las consolas fijas disponibles en el momento: PlayStation 2 (PS2), Xbox y Nintendo GameCube (GC). Estas versiones salieron a la venta junto con las de consolas portátiles , a diferencia de que las versiones para PSP, Game Boy Advance y Nintendo DS cuentan con una historia alternativa. En estas versiones, el jugador puede elegir entre el modo Historia y el modo Libre. Si seguimos la línea del tiempo del mundo de los Sims, veremos que este juego se desarrolla algunos años antes de Los Sims 2 para PC y Mac.

### Modo historia
Existen 2 Sims prefabricados, femenino y masculino ambos con el nombre de Sim Novato (en inglés Chris Newbie). También podemos crear Sims nuevos al azar, la consola genera abuelos, padres y el Sim resultado de la cruza genética. Cualquier Sim preseleccionado puede editarse completamente.
Este modo consiste en cumplir Deseos Dorados (Golden Wants) hasta liberar el Deseo de Platino (Platinium Want) que nos desbloqueará un nuevo solar. Estos deseos son fijos en orden independientemente de la aspiración que nuestro Sim tenga, los 3 deseos restantes solo ayudan a mejorar el humor del Sim y acumular Puntos de Aspiración más rápido, necesarios para desbloquear objetos. No afectan en nada al modo historia.

### Modo libre
Aquí jugaremos como en el PC. Hay 4 solares para construir, todos excepto uno en Vista Gentil. Hay uno en Las Rarezas. Hay 2 familias prefabricadas. La familia Freebers que tiene una casa en Las Rarezas y la Familia Newbie, formada por Bob y Betty Newbie. Los Newbie de consola que también aparecen en Los Sims 2: Mascotas de PS2 no son los mismos que los de PC y se desconoce la conexión con dicha familia.

### Sistema de alimentos
La mejor (y realmente única) novedad de este juego es la opción de crear comidas para nuestro Sim. Más de 60 ingredientes a elegir para formar platillos que llevan desde uno hasta cuatro elementos. Además podemos decidir el método para cocinarlos: frescos, al crudo, en estufa, en procesador de alimentos, licuados o combinar 2 métodos. Los alimentos están divididos en 10 categorías:
- Carnes
- Vegetales
- Frutas
- Lácteos
- Granos
- Líquidos
- Aceites
- Mariscos cosechados
- Frutas cosechadas
- Vegetales cosechados

A excepción de los ingredientes cosechados el resto los encontraremos en nuestro refrigerador, las neveras más baratas no cuentan con la lista completa. Los mariscos debemos obtenerlos de Acuario, las frutas del Árbol frutal y los vegetales de las Hortalizas. También existen 2 ingredientes secretos: la Ciruela y el Huevo Dorado. Para obtener la ciruela se debe adquirir el sillón que se riega, en dos días crecerá la fruta o bien probar suerte con el detector de metales. Para el huevo dorado tendremos que ganar una partida contra el profesor gallina (al menos 8 puntos de lógica).
Ciertos ingredientes poseen Efectos Especiales temporales sobre el sim que los ingiere. Algunos poseen el efecto por sí mismos o debemos combinarlos para lograr el efecto. Podemos saber si una comida lleva algún efecto extra por una pequeña animación sobre el plato.

### Efectos
- Amor (corazones rosas): Si la consumimos podemos entrar en estado amante con cualquier sim que socialicemos. Si se la damos a otro sims, las interacciones románticas con el/ella serán más efectivas.
- Odio (corazones negros): Pone al sim que la consuma gruñón. Sin ganas de interacciones románticas o incluso regulares.
- Boost de energía: éstos platillos carecen de animación pero notaremos un aumento considerable a la energía.
- Laxante (gotas de lluvia): Prácticamente purga al sim. Deberá ir corriendo al sanitario o si la vejiga ya estaba baja acabara en un accidente.
- Perfecta (estrellas): Aumenta 3 puntos en todas las habilidades del sim. Muy útil para lograr ascensos rápidos, pero por su duración limitada debemos asegurarnos de comerla justo antes de ir a trabajar.
- Repulsión (humo verde): Provoca náuseas y hace que el sim vomite. En si no es útil a menos que deseemos hacerle bromas pesadas a otros sims.
- Veneno: Se puede matar a los sims con una comida, Los ingredientes deben ser cualquiera que sea repulsivo (como el calamar), algún aceite (Fauxiestra preferentemente) y prepararlo en una superficie muy sucia (puede matar a un sim).

## Banda sonora
Los Sims 2 y algunas de sus expansiones han traído con ellos distintas bandas sonoras, en las que incluso aparecen grupos actuales cantando sus éxitos en simlish.
- Los Sims 2 Banda sonora original (Compuesta por Mark Mothersbaugh y Bob Casale):

Incluye:
1. Sims 2 Theme
2. Sim Time Sim Place
3. Sim Heaven
4. Makeover
5. Simsation
6. Sims Heartbeat
7. Bare Bones
8. First Volley
9. Sim the Builder
10. Busy
11. Paramore - Pressure

- Los Sims 2: Universitarios Banda sonora original:

Incluye:
1. Go College
2. Smartsim
3. Study
4. The Thesis
5. Re-Revolution
6. In The DNA
7. Watching

- Los Sims 2: Las cuatro estaciones Banda sonora original:

Incluye:
1. Always Sunny At Dolly's
2. New Beach A Go Go
3. Wild Winds
4. Wake Up
5. Government Mule - Mr. High And Mighty
6. Lily Allen - Smile
7. Moe - Blue Jeans Pizza
8. Tata Young - Zoom
9. The Breadbox Band - N
10. The Chris McCarty Band - The Next One
11. The String Cheese Incident - Close Your Eyes
12. The Veronicas - When It All Falls Apart
13. Barenaked ladies - Easy
14. Barenaked ladies - What a Letdown
15. Barenaked ladies - Wind it up